# Delley-Portalban
Delley-Portalban là một đô thị thuộc huyện Broye, trong bang Fribourg, Thụy Sĩ. Đô thị này được lập ngày 1 tháng 1 năm 2005 từ sự sáp nhập Delley và Portalban.